# Two Point Hospital
Two Point Hospital é um jogo de simulação de negócios de 2018 desenvolvido pela Two Point Studios e publicado pela Sega para Linux, MacOS e Microsoft Windows. Versões para console para PlayStation 4, Xbox One e Nintendo Switch foram lançadas em fevereiro de 2020. Uma versão para Amazon Luna também foi disponibilizada em novembro 2020. Um sucessor espiritual do jogo Theme Hospital de 1997 da Bullfrog Productions, os jogadores têm a tarefa de construir e gerenciar um império de hospitais no fictício Two Point County e têm o objetivo de curar as cômicas doenças fictícias dos pacientes. Já que visitar hospitais reais é geralmente desagradável, os desenvolvedores consideram importante enfatizar o humor para aliviar o clima. O jogo foi projetado e desenvolvido pelos criadores de Theme Hospital, incluindo Mark Webley e Gary Carr.
Semanas após o lançamento, Two Point Hospital foi o segundo jogo mais baixado nas tabelas de venda na Europa, Oriente Médio, África e Austrália. O jogo foi recebido positivamente pelos críticos, sendo aclamado pelo seu estilo, humor e fidelidade à estética do Theme Hospital, mas criticado pela repetitividade e design das salas. O jogo recebeu sete atualizados grandes na forma de conteúdo para download após seu lançamento, adicionando novas regiões e doenças para curar, assim como quatro pacotes de itens. Um sucessor intitulado Two Point Campus foi lançado em 2022.

## Jogabilidade
Two Point Hospital apresenta um estilo de jogo parecido com o do Theme Hospital. Os jogadores assumem o papel de um administrador hospitalar encarregado de construir e manter um hospital. As tarefas incluem construir salas e comodidades que satisfaçam as necessidades (tais como fome e sede) dos pacientes e funcionários (tais como banheiros, salas dos funcionários, mesas de recepção, refeitórios, assentos, e máquinas de vendas), expandir o hospital para novos terrenos e contratar e gerenciar os médicos, enfermeiros, zeladores e assistentes para manter o hospital; e lidar com uma variedade de doenças cômicas. O jogador pode gerenciar vários hospitais, cada um com seus próprios objetivos. Two point Hospital apresenta problemas de saúde únicos e cômicos tais como "Clarão na Cuca" (ter um lâmpada no lugar da cabeça), "Panelodemia" (ter uma panela na cabeça), "Síndrome de Pobrestar" (pacientes são imitadores do Freddie Mercury) e "Magnetismo Animal" (ter animais presos ao corpo do paciente). Quando as pacientes morrem, eles às vezes se tornam fantasmas, perturbando o hospital aterrorizando os pacientes e funcionários. Apenas zeladores com a habilidade de Captura de Fanstasmas podem removê-los.
O processo de diagnóstico dos pacientes começa em um Consultório de CG antes de serem enviados para outros diagnósticos em outras salas e então para o tratamento. De tempos em tempos, um afluxo de pacientes com uma doença específica pode acontecer. Em níveis posteriores, os jogadores também podem experienciar epidemias, durante as quais uma doença infecciosa se dissemina pelo hospital. Os jogadores recebem um determinado número de vacinas para inocular os pacientes e há uma recompensa se todos os pacientes infectados forem imunizados. Caso contrário, a reputação do jogador (uma classificação de desempenho que afeta as chances de novos pacientes virem) é manchada. Todo ano do jogo, há uma cerimônia de premiação em que o jogador recebe prêmios baseados em seu desempenho. Exemplos dos objetivos incluem: tornar o hospital atraente o bastante e encontrar curas para certas doenças, apesar de que o objetivo geral é curar tantos pacientes quanto possível. Completar desafios e outras tarefas concedem "Kudosh", uma moeda que pode ser usada para desbloquear novos itens que podem ser colocados nas salas e corredores. Os jogadores podem pesquisar novas salas e melhorias para as máquinas na sala de Pesquisa.
Elementos introduzidos recentemente incluem classificação por estrelas, níveis de hospital, e prestígio das salas. Alcançar uma classificação de uma estrela permite que os jogadores continuem para o próximo hospital, embora possam continuar construindo seu hospital atual completando objetivos para aumentar a classificação para duas ou três estrelas. Se o jogador progredir, é possível voltar ao hospital a qualquer momento. Os níveis de hospital são determinados pelo número de salas e funcionários que o hospital tem (aumentar o nível atrai mais pacientes e funcionários qualificados). O prestígio de uma sala é afetado pelo tamanho e decoração, e quanto mais alto o nível de prestígio, mais felizes ficam os funcionários nela (se os funcionários ficarem infelizes, eles podem pedir demissão).
O treinamento dos funcionários é mais complexo do que no Theme Hospital; todos os funcionários, não apenas os médicos, podem aprender e receber qualificações que lhes concedem novas habilidades ou melhoram suas habilidades em um certo departamento. Por exemplo, a habilidade de Clínico Geral melhora a habilidade do médico no Consultório de CG. Além disso, os funcionários têm personalidades e especializações que afetam seu desempenho de trabalho. Os assistentes podem executar programas de marketing para atrair pacientes com uma certa doença ou funcionários com certas habilidades.
O jogo apresenta classificações online, assim como modos multijogadores competitivo e cooperativo. Uma atualização lançada em outubro de 2018 também adicionou o modo sandbox. Suporte para Steam Workshop foi adicionado em fevereiro de 2019, dando aos jogadores a habilidade de personalizar os quadros, paredes e pisos do hospital, usando arquivos de imagem do computador do jogador ou baixando os itens de outros jogadores. Em abril de 2019, a atualização "Rede Escaravelho" adicionou desafios comunitários cooperativos, apresentando vários objetivos além de um sistema de progressão. A comunidade completando esses objetivos trabalha junta para conseguir conteúdo interno do jogo como recompensa. A atualização também adicionou a habilidade de personalizar a trilha sonora do jogo.

## Desenvolvimento
Two Point Hospital é um sucessor espiritual do Theme Hospital, um jogo de simulação desenvolvido pela Bullfrog Productions e lançado pela Electronic Arts. O jogo foi desenvolvido com o motor Unity. Entre os envolvidos no desenvolvimento de ambos os jogos estavam Mark Webley, o produtor do Theme Hospital, Gary Carr, o artista chefe do Theme Hospital, e Russell Shaw, o compositor do Theme Hospital. Theme Hospital veio em seguida ao Theme Park, também desenvolvido pela Bullfrog e havia planos para expandir a gama de jogos de simulação Theme. Depois do lançamento do Theme Hospital, Webley deixou a Bullfrog e fundou a Lionhead Studios com Peter Molyneux, Carr saiu para se juntar à Mucky Foot Productions, e a expansão da série Theme da Bullfrog jamais aconteceu.
Depois de saírem da Bullfrog, Webley e Carr continuaram a falar sobre uma sequência do Theme Hospital. Sua primeira tentativa foi ER Tycoon, que foi planejado durante o tempo de Carr na Mucky Foot Productions mas que foi cancelado porque não conseguiram encontrar quem publicasse o jogo. Após adiar sua ambição de continuar a série Theme por 20 anos depois de saírem da Bullfrog, eles fundaram a Two Point Studios em 2016 para dar continuidade ao Theme Hospital. Carr disse: "Eu queria trabalhar em algo como Theme Hospital novamente, atraindo uma gama mais ampla de pessoas", e Webley afirmou que eles "haviam conversado sobre esse projeto por vários anos".
O momento para um jogo estilo Theme Hospital também foi oportuno: Mark Smart, o diretor de arte, disse que fazer um jogo de simulação de hospital "pareceu certo" e que havia "muito amor pelo Theme Hospital", enquanto Ven Hymers, o cofundador e diretor técnico do estúdio, disse que os jogadores esperavam uma sequência do Theme Hospital há anos. De acordo com Webley e Carr, Two Point Hospital é um jogo totalmente novo ao invés de uma reaplicação de novos recursos a um jogo existente. O jogo foi desenvolvido imaginando sintomas fictícios (frequentemente baseados em jogos de palavras) e métodos de cura. Webley e Carr também queriam desenvolver um estilo gráfico que resistisse ao tempo em relação às mudanças na tecnologia de renderização de gráficos e optaram por usar efeitos estilo claymation, que consideraram que não ficariam datados e que facilitou para os jogadores observarem as simulações na tela.
Características online foram uma meta inicial no projeto de Two Point Hospital; Webley e Carr reconheceram que os jogadores de jogos de gerenciamento tendem a preferir experiências de jogador único. Eles projetaram os elementos online do jogo como opcionais e apresentando elementos assíncrono de jogo, incluindo desafios multijogadores. Os jogadores teriam a tarefa de alcançar objetivos tais como curar pacientes dentro de um determinado número de meses e seus placares entrariam em classificações online. Os jogadores seriam capazes de visualizar seu progresso em comparação com os dos seus amigos e outros jogadores durante o desafio dessas classificações, uma abordagem que Webley e Carr tiraram de ghosts (uma versão gravada de um jogo de corrida que reproduz um recorde de tempo de uma determinada pista) que são usadas em alguns jogos de corrida. Hymes disse que Two Point Hospital apresentaria suporte para modificações, que não estarão disponíveis no lançamento.
Para produzir o jogo, Webley e Carr consideraram algumas abordagens antes de assinar com a Sega. Eles originalmente consideraram financiar coletivamente o desenvolvimento através da Kickstarter. Logo depois, no entanto, eles viram que o desenvolvimento de jogos via Kickstarter estava decaindo e decidiram que essa abordagem era arriscada demais. Eles também consideraram uma abordagem de acesso antecipado. Hymers sugeriu que entrassem em contato com a Sega para a publicação, o que foi fortuito já que a Sega queria expandir seu perfil com jogos parecidos com o Theme Hospital. Durante a negociação com a Sega, eles selecionaram vários desenvolvedores da Lionhead Studios para ajudar com o desenvolvimento de Two Point Hospital. No entanto, a Microsoft fechou a Lionhead em abril de 2016 antes da conclusão da negociação com a Sega e eles tiveram que escolher seus funcionários rapidamente com fundos limitados.
Segundo Hymers, os desenvolvedores usaram sua experiência em fazer jogos incluindo Theme Hospital, Populous, e Black & White para fazer o Two Point Hospital. Smart disse que a equipe queria que o jogo fosse acessível e que eles queriam que os jogadores se sentissem confiantes ao examinar os submenus e ao perceber o nível de estratégia envolvido. Smart também disse que as pessoas não gostam de visitar hospitais e que usar humor traz um destaque para a atmosfera. De acordo com Smart, as doenças foram elaboradas a partir de "trocadilhos terríveis" ou com o sentido contrário do que alguém queria.
Hymers disse que as filas dos pacientes e seus movimentos pelos corredores foram difíceis de desenvolver porque o jogo é em 3D, o que levantou questões sobre a espessura das paredes e largura das células. Ele acreditava que isso não era tão problemático em Theme Hospital, que é em 2D com gráficos feitos com sprites, e que as pessoas eram desenhadas na frente das paredes. Ele também declarou que fazer as pessoas desviarem umas das outras foi complicado. Um patch posterior para o jogo adicionou personalização dos personagens e a habilidade de "copiar e colar" salas.

### Som
Os efeitos sonoros foram criados por Tom Puttick e Phil French da Cedar Studios (sendo Shaw o Diretor de Áudio) utilizando um pré-amplificador Audient ASP880, que facilitou a conversão da configuração de dois canais para uma de 10 canais. A Two Point Studios deu à Cedar Studios uma prévia da música que permitiu que criassem "música de elevador com uma sensação de jukebox". Os efeitos sonoros das árvores da Ambient foram gravados em Guildford, Surrey, os sons dos rios na Escócia e as ondas da praia na Espanha. Outros sons de fundo foram gravados em um hospital. Eles também foram aos escritórios da Two Point Studios para gravar seus funcionários e sons emotivos para as interações.
A intenção original era que eles mesmos criassem todos os efeitos sonoros e não usassem samples, mas mudaram de ideia quando viram as máquinas (que diagnosticam ou tratam os pacientes) no jogo. Muitos dos sons que eles criaram pareciam originalmente realistas demais; por exemplo, Cubismo (uma doença que faz com que o corpo do paciente se torne um conjunto de cubos) parecia "um pouco sangrento" e foi alterado para ficar mais alegre. Para a interface do usuário, Puttick e French usou originalmente sons do mundo real. Uma das maiores dificuldades de implementar o som foi fazer com que as máquinas soassem iguais em todas as três velocidades do jogo.
Segundo French, o processo de criação dos sons foi "estranho"; incluiu assistir animações e "olhar para tudo que poderia fazer um som" em um esforço para descobrir como recriar esses sons. Por exemplo, um guarda-chuva, alguns canudos, e um iogurte foram usados por French para criar os sons para a Cromoterapia (uma doença que faz com que os pacientes fiquem cinza e precisem ser recoloridos). French afirmou que o processo de composição das músicas começou com um riff de violão ou piano acompanhado de elementos de percussão (que incluíram bongôs e claves). Eles gravaram muitos sons próprios no estúdio, por exemplo, French fez seu próprio instrumento utilizando canos de banheiro de PVC, que foi sampleado para que pudesse ser tocado em um teclado.
As vozes do DJ foram gravadas com o dublador Marc Silk em seu estúdio. As vozes foram enviadas então para a Cedar Studios, e Puttick e French as examinaram e escolheram as melhores para incluir no jogo. Devido à presença de um DJ de rádio, a Two Point Studios não queria que as músicas tivessem vocais. Para uma das propagandas de rádio, a cantora Sophie Worsley foi contratada para cantar a letra cantada pela popstar do jogo. As vozes dos anúncios públicos foram gravadas na Cedar Studios, e Puttick e French adicionaram o efeito de anúncio público.

## Lançamento
Two Point Hospital foi anunciado em 16 de janeiro de 2018 em um curto vídeo no YouTube mostrando o visual e estilo cômico do jogo, e retratou um paciente sofrendo de Clarão na Cuca. A Edge comparou o papel dessa doença no marketing do jogo ao da Bloaty Head do Theme Hospital, que foi descrita como sua "doença de capa".
A primeira vez que Two Point Hospital foi visto publicamente foi no evento Weekender da PC Gamer em 17 de fevereiro de 2018. A demonstração do jogo explorava a interface de usuário do jogo e sua câmera rotativa, que não existia no Theme Hospital. O publicador do jogo também anunciou uma potencial data de lançamento em agosto de 2018. O painel discutiu algumas das novas doenças que seriam incluídas no jogo, confirmando uma que transforma o paciente em uma múmia. Em uma prévia da GamesTM, Smart declarou que a doença no jogo mais próxima de uma real é Dorzinha na Perninha, que ele descreveu como "quase igual a alguém engessado". A desenvolvedora Two Point Studios anunciou em um boletim informativo que os assinantes receberiam um "ticket dourado" que permitiriam ao jogador baixar um "banheiro dourado" no jogo.
Em julho de 2018, a Steam começou a aceitar compras antecipadas para o jogo, que foi lançado em 30 de agosto de 2018 para Microsoft Windows, MacOS e Linux. Em 2 de setembro de 2018, Two Point Hospital foi o segundo jogo mais baixado na Europa, Oriente Médio, África e Austrália. Um patch de Halloween foi lançado em 23 de outubro de 2018, que introduziu uma trilha sonora "mais assustadora", novas falas do DJ, uma intervenção noturna e a doença "Frightheadedness". Uma atualização gratuita em março de 2019 adicionou novos objetos decorativos baseados em outras séries de jogos na Steam, incluindo Total War: Three Kingdoms, Endless Space, Football Manager e Half-Life 2.
"BigFoot", o primeiro conteúdo para download pago do jogo, foi lançado em 5 de dezembro de 2018. Ele adiciona cenários de hospital adicionais em áreas de neve e várias novas doenças para curar relacionadas com a localização, entre outras melhorias. Em 18 de março de 2019, a extensão "Ilha de Pebberly" foi lançada. É localizada em uma ilha tropical e adiciona 34 doenças. "Contatos Imediatos", a terceira expansão, lançada em 29 de agosto de 2019 adiciona elementos de ficção científica tais como alienígenas e o misterioso Abismo 24. "A Tranquilidade do Campo", a quarta expansão, foi lançada em 25 de março de 2020 e adiciona novas doenças e itens com o tema de plantas com foco em ser ambientalmente amigável. "Choque Cultural", lançada em outubro de 2020, introduziu hospitais em situações culturais como um estúdio de filmes, que além de curar pacientes com novas doenças, precisa ajudar a criar um drama médico de televisão. "Costura Temporal", lançada em fevereiro de 2021, adicionou situações hospitalares em diferentes épocas com problemas médicos específicos de cada período.
Em julho de 2019, a Sega anunciou que o jogo será trazido para os consoles PlayStation 4, Xbox One e Nintendo Switch, com todas as atualizações pós-lançamento que foram adicionadas à versão de computador incluindo a expansão "Bigfoot", am algum momento posterior de 2019. O lançamento para os consoles foi adiada para 25 de fevereiro de 2020, com os desenvolvedores tentando implementar o jogo de forma melhor para os sistemas de console. Uma edição Jumbo para os consoles, que inclui todos o conteúdo para download anterior e os pacotes "A Tranquilidade do Campo" e "Contatos Imediatos" foi lançada em 19 de novembro de 2020.

## Recepção
Two Point Hospital foi recebido positivamente pelos críticos. O site de agregação de crítica de mídia Metacritic resumiu o jogo como recebendo "análises favoráveis em geral".
Os críticos foram particularmente positivos em relação a como ele se compara com o Theme Hospital, sendo que muitos o elogiaram pelo seu valor nostálgico assim como pelas melhorias. Rachel Weber da GamesRadar+ foi positiva sobre a utilização da nostalgia no jogo, declarando que o jogo pegou "a estrutura engraçada" do jogo original e a transplantou para o Two Point Hospital. Ben Reeves da Game Informer achou que a Two Point Studios fez um "trabalho notável ao reviver o Theme Hospital". A GamesMaster descreveu o Two Point Hospital como "a cura perfeita" para a "deficiência de Bullfrog" e disse que isso é exatamente o que os fãs do Theme Hospital queriam. Mesmo antes do lançamento, Dominic Tarason da Rock, Paper, Shotgun descreveu o Two Point Hospital como "Theme Hospital 2 em tudo menos no nome", um ponto de vista compartilhado por Tick Lane da Bit-Tech e pela GamesTM. Johnny Chiodini da Eurogamer e Jacob Bukacek da Hardcore Gamer tiveram pontos de vista parecidos. Outros críticos que ressaltaram a similaridade com o Theme Hospital incluem Jeuxvideo.com e James Ide do Daily Mirror.
O humor do jogo também foi amplamente elogiado pelos críticos. O jornal britânico Metro considerou o "roteiro divertido e o humor visual" do Two Point Hospital como uma das suas melhores características, chamando-o de "adorável". Nic Reuben da Rock, Paper, Shotgun também comentou sobre o humor do jogo escrevendo "não é que cada elemento individual seja hilário, é mais uma situação de pais infinitos contando piadas infinitas. É uma sensação confortável, atrapalhada e agradável..." James Swinbanks da GameSpot e Rachel Weber da GamesRadar+ compartilharam o sentimento elogiando o senso de humor britânico do jogo. A GamesTM acredita que o humor foi tirado da Bullfrog e elogiou o equilíbrio, dizendo que o jogo não "tenta exageradamente" e se mantém leve. Com o mesmo sentimento, Steven Asarch da revista americana Newsweek elogiou o "senso de humor doentio e depravado" do jogo.
Chris Jarrard da Shacknews gostou dos efeitos sonoros e achou que a estação de rádio "notável" do jogo ajuda a colocar o Two Point Hospital no nível dos jogos da Bullfrog. José Cabrera da IGN Spain foi positivo em relação à jogabilidade, referindo-se ao jogo como "divertido e leve" e, assim como Asarch, elogiando seu envolvimento. Cabrera também chamou o jogo de uma "simulação perfeitamente equilibrada". TJ Hafer achou que o Two Point Hospital "revitaliza o gênero de gestão de negócios". Fraser Brown da revista PC Gamer concordou com Hafer, chamando o jogo de um "jogo de gerenciamento brilhante, independetemente da nostalgia". A apresentação também foi bem recebida. Enquanto Weber elogiou o visual, chamando-o de uma "satisfação", Paul Tamburro da Game Revolution elogiou especificamente a interface de usuário "seriamente impressionante", acreditando que o jogo tirou "todo o trabalho do gerenciamento". Ele e Weber também gostaram da curva de aprendizagem. Os personagens e animações foram elogiadas por Reeves, que achou que foram influenciados pela Aardman Animations, e, da mesma forma, Brendan Frye da revista canadense CGMagazine achou a animação parecida com Wallace e Gromit. Brown, no entanto, criticou o equilíbrio do jogo, declarando que algumas "missões se misturam" e apenas alguns níveis são perceptivelmente distintos.
Alguns revisores foram mais críticos em relação às similaridades com o Theme Hospital. a GamesTM achou que o Two Point Hospital é parecido demais com o Theme Hospital, dizendo que era possível fazer mais para distanciar um do outro. O projeto das salas também recebeu críticas. Jarrard achou que posicionar os itens e construir o hospital podem ser "incrivelmente frustrantes" quando não se está acostumado. Ele também declarou que achou que alguns tipos de sala não foram bem pensados e fazê-las funcionar no hospital não é fácil. Reeves não gostou de precisar construir um hospital do zero quando se parte para um novo. Outras críticas foram colocadas na repetição do jogo, a falta de habilidade de se copiar salas, e a falta de um modo sandbox.
A versão do jogo para PC vendeu 1 milhão de unidades.

### Prêmios
| 2018 | Melhor Jogo de Estratégia | Game Critics Awards                                   | Indicado |  | [ 18 ]        |
| 2018 | Jogo do Ano para PC       | Golden Joystick Awards                                | Indicado |  | [ 19 ]        |
| 2019 | Jogo, Simulação           | National Academy of Video Game Trade Reviewers Awards | Indicado |  | [ 20 ]        |
| 2019 | Jogo Britânico            | 15th British Academy Games Awards                     | Indicado |  | [ 21 ]        |
| 2019 | Melhor IP Original        | Develop:Star Awards                                   | Venceu   |  | [ 22 ] [ 23 ] |
| 2019 | Jogo do Ano               | Develop:Star Awards                                   | Indicado |  | [ 22 ] [ 23 ] |
| 2020 | Estratégia/Simulação      | 2020 Webby Awards                                     | Indicado |  | [ 24 ]        |

O jogo ganhou o prêmio "Editor's Choice" tanto da PC Gamer quando da Game Revolution. A Polygon também concedeu sua condecoração Polygon Recommends para o Two Point Hospital. O Two Point Hospital ficou em sexto lugar no ranking dos "Melhores Jogos de 2018" da lista da Bit-Tech. Em 2020, a Rock, Paper, Shotgun classificou o jogo em sexto lugar em seus melhores jogos de gerenciamento para PC.